# Mosaico cultural

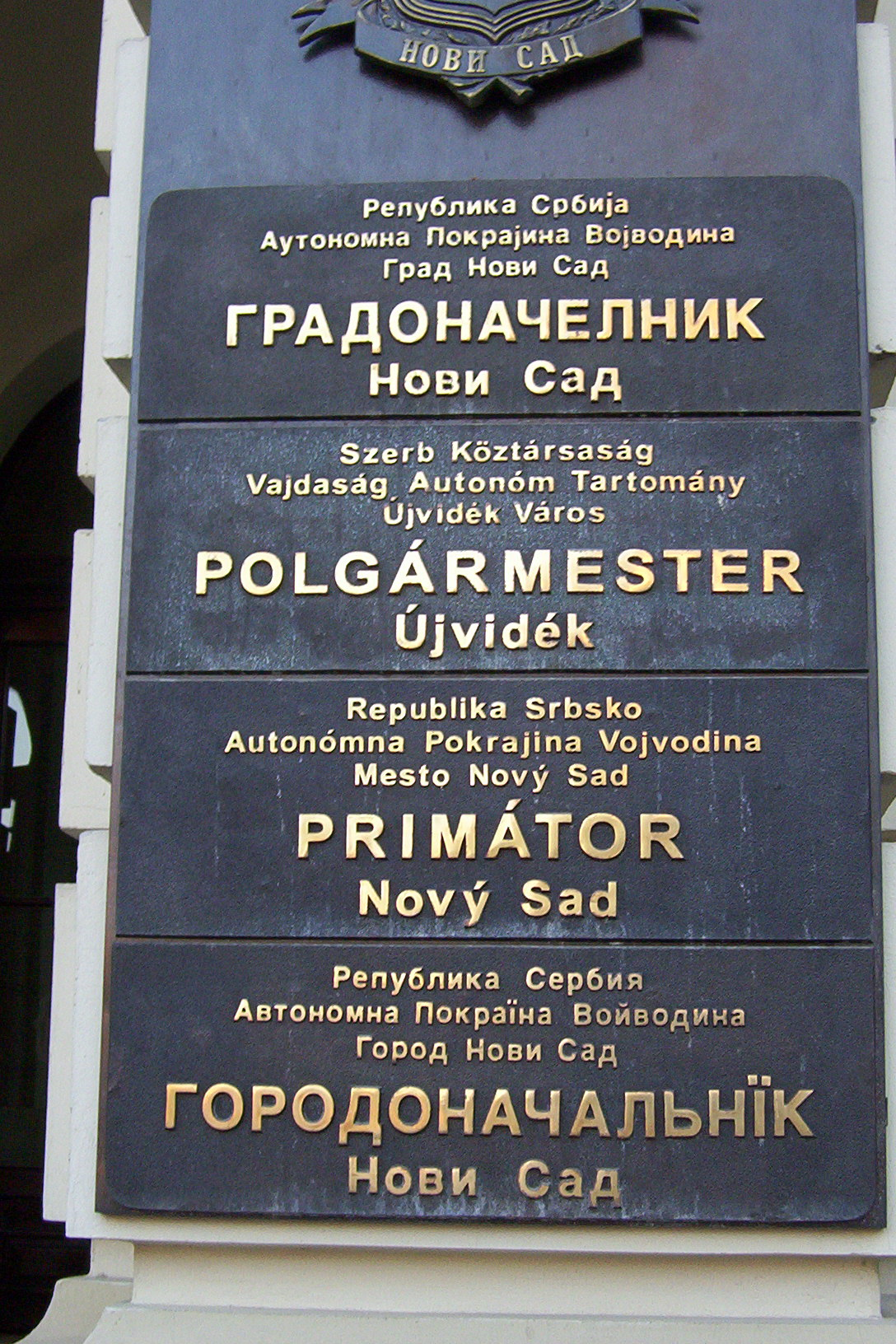
Placa multilíngue do lado de fora do gabinete do prefeito em Novi Sad, escrita nas quatro línguas oficiais da cidade: sérvio, húngaro, eslovaco e panônio rusyn.

"Mosaico cultural" (em em francês:  "la mosaïque culturelle") é a mistura de etnias, línguas e culturas que coexistem na sociedade.A ideia de um mosaico cultural pretende sugerir uma forma de multiculturalismo, diferente de outros sistemas como o caldeirão cultural, que é frequentemente usado para descrever nações como a assimilação dos Estados Unidos.

## Visão geral
Um perfil etnocultural do Canadá elaborado pela Statistics Canada descreve uma nação que, no início do século 21, tornou-se cada vez mais multiétnica e multicultural. A introdução do relatório descreve isso da seguinte maneira:
A imigração para o Canadá nos últimos 100 anos moldou o país, com cada nova onda de imigrantes aumentando a composição étnica e cultural da nação. Meio século atrás, a maioria dos imigrantes vinha da Europa. Agora, a maioria dos recém-chegados são da Ásia. Como resultado, o número de minorias visíveis no Canadá está crescendo. E os canadenses listaram mais de 200 grupos étnicos ao responder à pergunta do Censo de 2001 sobre ancestralidade étnica, refletindo um rico e variado mosaico cultural no início do novo milênio. No Censo de 2016, havia mais de 250 grupos étnicos no Canadá.

## Origem e uso do termo
Victoria Hayward descreveu as mudanças culturais das pradarias canadenses como um "mosaico" já na década de 1920:
Os novos canadenses, representando muitos lugares e seções amplamente separadas da Velha Europa, contribuíram para as Províncias da Pradaria com uma variedade de arquitetura de igrejas. Cúpulas e cúpulas distintamente orientais, quase turcas, surpreendem acima dos topos dos bordos de Manitoba ou do mato das margens do rio. Essas figuras arquitetônicas da paisagem, além de seu significado religioso, são centros onde, cruzando o limiar aos domingos, tem-se a oportunidade de ouvir a música sueca ou o canto rico e profundo das respostas russas; e de ver de perto a arte que vai compor os apontamentos interiores destas igrejas transplantadas de Nascente para Poente…É de facto um mosaico de vastas dimensões e grande amplitude, ensaiado da Pradaria.
Outro uso inicial do termo mosaico para se referir à sociedade canadense foi feito por John Murray Gibbon, em seu livro de 1938, Canadian Mosaic. Gibbon desaprovou claramente o conceito de caldeirão americano. Ele viu o caldeirão cultural como um processo pelo qual os imigrantes e seus descendentes foram encorajados a cortar os laços com seus países e culturas de origem para assimilar o estilo de vida americano.
Em 1965, John Porter publicou seu influente estudo sociológico, The Vertical Mosaic: An Analysis of Social Class and Power in Canada. O estudo examinou a igualdade de oportunidades e o exercício do poder pelas elites burocráticas, econômicas e políticas no Canadá, com Porter argumentando que "não muito diferente de outras nações industriais ocidentais", o Canadá dependia "de seus grupos de elite para tomar decisões importantes e determinar a forma e direção de seu desenvolvimento”. No trabalho, Porter também argumenta que certos grupos étnicos tendiam a se sair melhor do que outros em relação a medidas de renda, educação e saúde do que outros e, como tal, os classificou como "grupos de elite", que tendiam a ser super-representados entre as elites do Canadá em esferas governamentais, econômicas e políticas.
As descobertas de Porter foram testadas em vários estudos desde 1965 e foram ligeiramente modificadas. Por exemplo, a disparidade econômica entre os grupos étnicos diminuiu um pouco e os francófonos estão mais bem representados na política e no governo. No entanto, as elites socioeconômicas do Canadá continuam dominadas por pessoas de origem britânica.

## Influência na política de multiculturalismo
Desde o início do século 20, o Canadá tem sido uma das principais sociedades receptoras de imigrantes do mundo. Até a década de 1960, esperava-se que os imigrantes fossem assimilados à sociedade dominante. Chegando em um período de agitação social, o trabalho de Porter teve uma influência marcante na política social canadense. A visão do Canadá como um mosaico de culturas tornou-se a base para as políticas de multiculturalismo do governo Trudeau no início dos anos 1970.
O governo canadense estabeleceu a Lei Oficial do Multiculturalismo em 1971 e nomeou um ministro responsável pelo multiculturalismo em 1972. Em 1973, um Conselho Canadense de Multiculturalismo foi estabelecido, junto com um Ramo de Multiculturalismo dentro do Departamento do Secretário de Estado.

## Crítica
A teoria do "mosaico cultural" não é isenta de críticas. Alguns especialistas, como Jeffrey Simpson, do The Globe and Mail e o professor de jornalismo da Carleton University, Andrew Cohen, argumentaram que toda a dinâmica do caldeirão/mosaico é em grande parte um conceito imaginado e que resta pouca evidência mensurável de que os imigrantes americanos ou canadenses como coletivos pode-se provar que os grupos são mais ou menos "assimilados" ou "multiculturais" uns dos outros.